# 11134 České Budějovice
11134 České Budějovice là một tiểu hành tinh vành đai chính với chu kỳ quỹ đạo là 1815.1100652 ngày (4.97 năm).
Nó được phát hiện ngày 4 tháng 12 năm 1996 ở đài thiên văn Klet.